# Elisabetta Trenta
Elisabetta Trenta (Roma, 4 de junio de 1967) es una profesora y política italiana. Desde el 1 de junio de 2018 hasta el 5 de septiembre de 2019 fue Ministra de Defensa del Primer Gobierno Conte.